# Nasale labiodentale sorda
La nasale labiodentale sorda è un suono consonantico che non si trova foneticamente in nessuna lingua. È la versione sorda della nasale labiodentale /ɱ/.
In italiano tale fono non è presente.

## Caratteristiche
- il suo modo di articolazione è nasale, perché questo fono è dovuto all'occlusione parziale del canale orale (la bocca), con conseguente deflusso dell'aria dal naso;
- il suo luogo di articolazione è labiodentale, perché nel pronunciare tale suono i denti incisivi superiori si accostano al labbro inferiore;
- è una consonante sorda, in quanto questo suono è prodotto solo dal sibilare dell'aria e non dalle corde vocali.

## Occorrenza
Non è noto se questo fonema appaia foneticamente in qualche lingua.